# Đội dân phòng tinh nhuệ
Đội dân phòng tinh nhuệ (tựa gốc: The Watch, hay Neighborhood Watch) là một phim hài khoa học viễn tưởng của Mỹ năm 2012 do Akiva Schaffer đạo diễn và kịch bản chắp bút bởi Jared Stern, Seth Rogen và Evan Goldberg. Phim có sự tham gia của Ben Stiller, Vince Vaughn, Jonah Hill và Richard Ayoade.